# Andy Irvine (ragbista)
Andrew Robertson Irvine (* 16. září 1951 Edinburgh) je bývalý skotský ragbista, který hrál jako zadák. Je považován za jednoho z nejlepších skotských hráčů historie. V roce 2015 byl jmenován do Světové ragbyové síně slávy.
V roce 2002 byl jmenován do Skotské sportovní síně slávy. Za Skotsko odehrál 51 zápasů a připsal si 269 bodů. Devět zápasů odehrál za Britské lvy a připsal si 28 bodů. V roce 1979 obdržel Řád britského impéria. V letech 2005 až 2007 byl prezidentem Skotského ragbyového svazu. Celou svou klubovou kariéru v letech 1970 až 1987 strávil v klubu Heriot's. V sezoně 1978/79 s ním vyhrál skotskou ligu.
Po promoci se stal autorizovaným zeměměřičem. V roce 2004 byl jmenován předsedou firmy Jones Lang LaSalle, ve které pracoval od roku 1978. Také má zkušenosti z komentování mezinárodních ragbyových zápasů v rádiu. 